# Université nationale de Kunsan
L'université nationale de Kunsan (en hangul : 군산대학교) est une université nationale de Corée du Sud située à Gunsan dans le Jeolla du Nord. 